# Lepaute (cráter)
Lepaute es un pequeño cráter de impacto que se encuentra en el borde occidental del Palus Epidemiarum, un mar lunar menor situado en la parte suroeste de la cara visible de la Luna. Al este se encuentra el cráter de mayor tamaño Ramsden, dentro de un sistema de grietas denominado Rimae Ramsden. 
|  |

Se trata de un cráter alargado que es más largo en la dirección norte-sur. El borde externo aparece ligeramente desgastado, y las paredes interiores presentan pendientes suaves en su descenso hacia el suelo interior del cráter, carente de rasgos distintivos.

## Cráteres satélite
Por convención estos elementos son identificados en los mapas lunares poniendo la letra en el lado del punto medio del cráter que está más cerca de Lepaute.
|         | \| Lepaute \| Coordenadas \| Diámetro \| \| ------- \| ------------------------------ \| -------- \| \| D \| 34°18′S 36°12′O / -34.3, -36.2 \| 22 km \| \| E \| 35°42′S 35°00′O / -35.7, -35.0 \| 10 km \| \| F \| 37°12′S 34°48′O / -37.2, -34.8 \| 7 km \| \| K \| 34°18′S 33°54′O / -34.3, -33.9 \| 12 km \| \| L \| 34°30′S 35°12′O / -34.5, -35.2 \| 9 km \| |          |
| Lepaute | Coordenadas | Diámetro |
| D       | 34°18′S 36°12′O / -34.3, -36.2 | 22 km    |
| E       | 35°42′S 35°00′O / -35.7, -35.0 | 10 km    |
| F       | 37°12′S 34°48′O / -37.2, -34.8 | 7 km     |
| K       | 34°18′S 33°54′O / -34.3, -33.9 | 12 km    |
| L       | 34°30′S 35°12′O / -34.5, -35.2 | 9 km     |